# Pimienta Vieja
Pimienta Vieja är en ort i Honduras.   Den ligger i departementet Departamento de Cortés, i den västra delen av landet, 150 km nordväst om huvudstaden Tegucigalpa. Pimienta Vieja ligger 92 meter över havet och antalet invånare är 8 761.
Terrängen runt Pimienta Vieja är kuperad åt sydväst, men åt nordost är den platt. Runt Pimienta Vieja är det glesbefolkat, med 19 invånare per kvadratkilometer. Närmaste större samhälle är Villanueva, 9,9 km norr om Pimienta Vieja.  